# Aricidea hartmani
Aricidea hartmani är en ringmaskart som beskrevs av Strelzov 1968. Aricidea hartmani ingår i släktet Aricidea och familjen Paraonidae. Inga underarter finns listade i Catalogue of Life.